# Fudzsita Tosija
Fudzsita Tosija (Sizuoka, 1971. október 4. –) japán válogatott labdarúgó.
A japán válogatott tagjaként részt vett a 2004-es Ázsia-kupán.

## Statisztika
| Japán válogatott | Japán válogatott | Japán válogatott |
| Időszak          | Mérk.            | gól              |
| ---------------- | ---------------- | ---------------- |
| 1995             | 6                | 2                |
| 1996             | 0                | 0                |
| 1997             | 0                | 0                |
| 1998             | 0                | 0                |
| 1999             | 4                | 0                |
| 2000             | 0                | 0                |
| 2001             | 0                | 0                |
| 2002             | 0                | 0                |
| 2003             | 3                | 0                |
| 2004             | 10               | 1                |
| 2005             | 1                | 0                |
| Összesen         | 24               | 3                |